# Uriașul Harry
Uriașul Harry (în engleză Harry and the Hendersons) este un film american de comedie de fantezie din 1987 regizat și produs de William Dear; cu John Lithgow, Melinda Dillon, Don Ameche, David Suchet, Margaret Langrick, Joshua Rudoy, Lainie Kazan și Kevin Peter Hall în rolurile principale. Steven Spielberg a fost un producător executiv nemenționat, iar Rick Baker a creat machiajul și modelele de creaturi pentru Uriașul Harry.
Filmul spune povestea întâlnirii unei familii din Seattle cu creatura criptozoologică Bigfoot, parțial inspirată de numeroasele relatări privind presupusa sa apariție din nord-vestul Pacificului, California și alte părți ale Statelor Unite și ale Canadei de-a lungul a trei secole. Filmările au avut loc în mai multe locuri din Cascade Range din statul Washington, lângă I-90 și în orașul Index, lângă US 2, precum și în cartierele Wallingford, Ballard și Beacon Hill din Seattle și alte locuri în sau în jurul orașului Seattle.
Uriașul Harry a încasat 50 de milioane de dolari americani în întreaga lume. A câștigat premiul Oscar pentru cel mai bun machiaj la cea de-a 60-a ediție a Premiilor Academiei și a inspirat un spin-off de televiziune cu același nume. În Regatul Unit, filmul a fost lansat inițial ca Bigfoot și and the Hendersons, deși serialul de televiziune a păstrat titlul american. DVD-ul și toate difuzările curente ale filmului în Marea Britanie folosesc acum titlul original.

## Distribuție
- John Lithgow - George Henderson
- Melinda Dillon - Nancy Henderson
- Margaret Langrick - Sarah Henderson
- Joshua Rudoy - Ernie Henderson
- Kevin Peter Hall - Harry (interpret în costum)
  - Rick Baker - Harry (păpușar)
  - Tom Hester - Harry (puppeteer)
  - Tim Lawrence - Harry (puppeteer)
  - Fred Newman - Harry (voce)
- Mitch Laue - the UNC Wilmington Legend (păpușar)
- Lainie Kazan - Irene Moffat
- Don Ameche - Dr. Wallace Wrightwood
- David Suchet - Jacques LaFleur
- M. Emmet Walsh - George Henderson Sr.
- William Ontiveros - Sgt. Mancini
- William Dear - Sighting Man
- Laurie O'Brien - Screaming Woman
- John Bloom - Other Sasquatches
- Debbie Carrington - Little Sasquatch
- Britches - Little Bob
- William Frankfather - Schwarz
- Robert Isaac Lee - Kim Lee